# Prefektura Pirej
Prefektura Pirej je jedna od grčkih prefektura, a glavni joj je grad Pirej. Dio je periferije Atika i super-prefekture Atena-Pirej. 

## Zemljopis
Prefektura pokriva jugozapadni dio atenske aglomeracije, nekoliko otoka u Saronskom zaljevu (Salamina, Egina, Agkistri, Poros, Hidra, Dokos, Spetses, Spetsopoula), Methana i Troizina na poluotoku Peleponezu, te otoke Kythira i Antikythera, južno od Peleponeza.

## Stanovništvo
Indikator geografske raznolikosti prefekture je oštra razlika između gustoće naseljenosti između 7 općina na kopnu, u atenskom metrolopolskom području, koji imaju gustoću od 9,244.2 stanovnika/km², i udaljenih vanjskih područja s gustoćom od samo 85.83 stanovnika/km², od kojih je većina na otoku Salamini (395.40/km²), dok najudaljeniji krajevi imaju gustoću od samo 47.80/km²).

## Općine i zajednice
| Općina               | Grčko ime            | Sjedište (ako je različito) | YPES kod |
| -------------------- | -------------------- | --------------------------- | -------- |
| Egina                | Αίγινα               |                             | 4003     |
| Agios Ioannis Rentis | Άγιος Ιωάννης Ρέντης |                             | 4001     |
| Ampelakia            | Αμπελάκια            |                             | 4004     |
| Drapetsona           | Δραπετσώνα           |                             | 4006     |
| Hydra                | Ύδρα                 |                             | 4018     |
| Keratsini            | Κερατσίνι            |                             | 4007     |
| Korydallos           | Κορυδαλλός           |                             | 4008     |
| Kythira              | Κύθηρα               |                             | 4009     |
| Methana              | Μέθανα               |                             | 4010     |
| Nikaia               | Νίκαια               |                             | 4011     |
| Perama               | Πέραμα               |                             | 4013     |
| Pirej                | Πειραιάς             |                             | 4012     |
| Poros                | Πόρος                |                             | 4014     |
| Salamina             | Σαλαμίνα             |                             | 4015     |
| Spetses              | Σπέτσες              |                             | 4016     |
| Troizina             | Τροιζήνα             | Galatas                     | 4017     |
| Zajednica            | Grčko ime            | Sjedište (ako je različito) | YPES kod |
| Agkistri             | Αγκίστρι             | Megalochóri                 | 4002     |
| Antikythera          | Αντικύθηρα           | Potamós                     | 4005     |

## Pokrajine
- Pokrajina Salamina - Salamina
- Pokrajina Egina - Egina
- Pokrajina Troizinia - Methana
- Pokrajina Hydra & Spetses - Hydra
- Pokrajina Kythira - Kythira
- Aglomerat Pirej

Napomena: Pokrajine nemaju više nikakav pravni značaj u Grčkoj.
Vidi i: Popis naselja u Atici

## Vanjske poveznice
- Službena stranica  Arhivirana inačica izvorne stranice od 23. kolovoza 2008. (Wayback Machine) (grč.)